# Maps of Meaning
Maps of Meaning: The Architecture of Belief ist ein im Jahr 1999 erschienenes Werk des kanadischen klinischen Psychologen und Psychologieprofessors Jordan Peterson. Das Buch beschreibt eine umfassende Theorie darüber, wie Menschen Sinn konstruieren, und zwar auf eine Weise, die mit dem modernen wissenschaftlichen Verständnis der Funktionsweise des Gehirns vereinbar ist. Es untersucht die „Struktur von Glaubenssystemen und die Rolle, die diese Systeme bei der Emotionsregulation spielen“, indem es „mehrere akademische Felder verwendet, um zu zeigen, dass die Verbindung von Mythen und Überzeugungen mit der Wissenschaft wesentlich ist, um zu verstehen, wie Menschen einen Sinn konstruieren“. Die deutsche Erstausgabe erschien im Dezember 2018 unter dem Titel Warum wir denken, was wir denken: Wie unsere Überzeugungen und Mythen entstehen.

## Hintergrund
Peterson schrieb über 13 Jahre am Buch. Darin reflektiert er kurz seine Kindheit und seine Erziehung in einer christlichen Familie. Die Antworten auf seine Fragen über die buchstäbliche Wahrheit der biblischen Geschichten schienen ignorant zu sein, was dazu führte, dass er das Interesse am Kirchenbesuch verlor. In der Jugend und im frühen Erwachsenenalter versuchte er, die Antwort auf „den allgemeinen sozialen und politischen Wahnsinn und das Böse der Welt“ (vom Kalten Krieg bis zum Totalitarismus) zu finden, und für eine kurze Zeit griff er dafür auf den Sozialismus und die Politikwissenschaft zurück. Er fühlte sich damit unbefriedigt und fiel in eine Depression, bis er Inspiration an den Ideen von Carl Gustav Jung fand und sich der Psychologie widmete. Er begann Mitte der 1980er, Jahre Maps of Meaning zu schreiben, und benutzte während seiner Vorlesungen von dort Texte (die er als „The Gods of War“ betitelte), als er als Assistenzprofessor für Psychologie an der Harvard University arbeitete. Er beabsichtigte, es als Basis für ein Bewerbungsschreiben für eine Festanstellung in Harvard zu benutzen, fand aber, dass er der Aufgabe emotional nicht gewachsen war. My mood at the time wasn’t of sufficient stability to feel that I was in the position to make the strongest case for myself, unfortunately. Zu dieser Zeit hatte er zwei Kinder, und so war die Aussicht auf eine feste Anstellung attraktiv und er beschloss 1998, ein Angebot der University of Toronto anzunehmen.
Laut Craig Lambert im Harvard Magazine ist das Buch von Jungs archetypischer Sicht auf das kollektive Unbewusste und der evolutionären Psychologie beeinflusst. Es beinhaltet Theorien über Religionen und Gott, den natürlichen Ursprung der modernen Kultur.

## Veröffentlichung
Das Buch wurde 1999 vom Verlag Routledge veröffentlicht. Die Hardcover-Ausgabe wurde 2002 veröffentlicht, während die ungekürzte Hörbuchausgabe am 12. Juni 2018 von Penguin Random House Audio veröffentlicht wurde. Das Hörbuch debütierte auf dem 4. Platz der monatlichen Kategorie Audio Nonfiction auf der Bestsellerliste der New York Times im Juli 2018.

## Inhalt
„Etwas, das wir nicht sehen können, schützt uns vor etwas, das wir nicht verstehen. Was wir nicht sehen können, ist die Kultur in ihrer intrapsychischen oder inneren Manifestation. Was wir nicht verstehen, ist das Chaos, das zur Kultur geführt hat.
Wenn die Struktur der Kultur unwissentlich unterbrochen wird, kehrt das Chaos zurück. Wir werden alles – alles – tun, um uns gegen diese Rückkehr zu verteidigen.“

Das Hauptziel war laut Peterson zu untersuchen, warum sowohl Individuen als auch Gruppen an sozialen Konflikten teilnehmen. Er untersucht das Denken und die Motivation, die Individuen ergreifen, um ihre Glaubenssysteme zu unterstützen (d. h. ideologische Identifikation), die schließlich zu Tötungen und pathologischen Gräueltaten wie dem Gulag, dem KZ Auschwitz und dem Völkermord in Ruanda führen können. Er ist der Ansicht, dass eine „Analyse der religiösen Ideen der Welt es uns ermöglichen könnte, unsere wesentliche Moral zu beschreiben und schließlich ein universelles System der Moral zu entwickeln“.
Laut Peterson gibt es einen Kampf zwischen Chaos (charakteristisch für das Unbekannte, zum Beispiel Natur) und Ordnung (charakteristisch für erkundetes, kartiertes Territorium, beispielsweise Kultur). Menschen mit ihrer Fähigkeit zum abstrakten Denken bilden auch abstrakte Territorialität – die Glaubenssysteme, die „unsere Emotionen regulieren“. Eine potentielle Bedrohung für einen wichtigen Glauben löst emotionale Reaktionen aus, denen potentiell pathologische Versuche folgen, sich dem inneren Chaos zu stellen. „Menschen ziehen im Allgemeinen eher in den Krieg [...] anstatt unsere herausgeforderten Überzeugungen neu zu formulieren.“ Das Prinzip dazwischen ist Logos (Bewusstsein). Heldenfiguren sind diejenigen, die die Kultur und die Gesellschaft als Vermittler zwischen diesen beiden Naturkräften entwickeln. In diesem Sinne repräsentiert der „Mythos das ewige Unbekannte (Natur, Schöpfung und Zerstörung), das ewige Wissen (Kultur, Tyrannei und Schutz) und den ewigen Wissenden (der Prozess, der zwischen dem Bekannten und dem Unbekannten vermittelt)“, wobei der ewig Wissende der Held ist, der wie der Heilige Georg „den Drachen des Chaos erschlägt“, was zu „Reife in Form von Individualität“ führt. Im gesamten Buch versucht Peterson zu erklären, wie der Geist funktioniert, während es Illustrationen mit aufwendigen geometrischen Diagrammen (z. B. „Die konstituierenden Elemente der Erfahrung als Persönlichkeit, Territorium und Prozess“) enthält.

## Besprechung
Harvey Shepard schrieb in einer Kolumne der Montreal Gazette: „Für mich spiegelt das Buch den tiefen moralischen Sinn und die große Gelehrsamkeit des Autors in Bereichen wider, die von klinischer Psychologie bis hin zur heiligen Schrift und viel persönlichem Suchen reichen [...] Petersons Vision basiert sowohl auf aktuellen wissenschaftlichen und pragmatischen Methoden als auch auf wichtige Weise, sehr konservativen und traditionellen Methoden.“ Sheldon H. White von der Harvard University beschreibt es als eine „brillante Erweiterung unseres Verständnisses menschlicher Motivation ... eine schöne Arbeit“, während es Keith Oatley von der University of Toronto beschreibt als „einzigartig ... eine brillante neue Synthese der Bedeutung von Mythologien und unseres menschlichen Bedürfnisses, in der Geschichte die tiefe Struktur unserer Erfahrungen zu erzählen“.
Dan Blazer betonte im American Journal of Psychiatry, dass es „kein Buch ist, das abstrahiert und zusammengefasst werden sollte. Vielmehr sollte es in aller Ruhe gelesen werden (obwohl es alles andere als leichte Lektüre ist) und als Anregung und Referenz verwendet werden, um die eigenen maps of meaning zu erweitern.“ Maxine Sheets-Johnstone beschrieb es im Psycoloquy als „originelles, provokantes, komplexes und faszinierendes Buch, das manchmal auch konzeptuell beunruhigend, übermäßig repetitiv und in seinem Format ärgerlich ist“, jedoch überwögen die „positiven Werte des Buches bei weitem die Nachteile“.
Die Psychologen Ralph W. Hood, Peter C. Hill und Bernard Spilka konstatierten in ihrem Buch The Psychology of Religion: An Empirical Approach (2009), in Bezug nehmend auf die Beziehung des Fünf-Faktoren-Modells zur Religion, dass Peterson „im dynamischen Modell der Spannung zwischen Tradition und Transformation als Persönlichkeitsgrundlage für das, was er die architecture of belief nennt, meisterhaft erforscht“ habe.
Im Jahr 2017 kommentierte Camille Paglia, dass es eine Verbindung zwischen „Maps of Meaning“ und ihrem Buch Sexual Personae gebe. Peterson merkte an, dass es bis 2018 an ernsthafter Kritik gefehlt habe, und er „glaube, dass die Leute nicht wussten, was sie von dem Buch halten sollten“.
Philosoph und Kognitionswissenschaftler Paul Thagard kritisierte das Werk scharf und schrieb zusammenfassend: „Peterson’s ideas are a mishmash of banal self-help, amateur philosophy, superfluous Christian mythology, evidence-free Jungian psychology, and toxic individualistic politics. Seek enlightenment elsewhere.“